# Gary Kemp
Gary James Kemp (16 de octubre de 1959) es un cantante, compositor, músico y actor británico, conocido por ser el guitarrista líder, vocalista y compositor de la banda new wave, Spandau Ballet. Kemp ha escrito los éxitos, "True", "Gold" y "Only When You Leave". Su hermano Martin Kemp toca el bajo en la banda. En 2012, ganó el premio Ivor Novello Awards por su contribución a las letras.

## Primeros años
Kemp nació el 16 de octubre de 1959 como hijo de Eileen y Frank Kemp en el St Bartholomew's Hospital, Smithfield, Londres, y creció en Islington, dentro de una familia obrera. Asistió al Rotherfield Junior School y al Dame Alice Owen's en Potters Bar. Estuvo activo en el Anna Scher Children's Theatre drama club, junto a su hermano Martin. Comenzó a aparecer en televisión y películas en 1968, incluyendo un papel en la película de 1972, Hide and Seek, junto a Roy Dotrice.
Kemp eventualmente decidió centrarse en la música, y a finales de los 70s, formó una banda llamada The Cut con amigos de la escuela. La banda se convirtió en The Makers y The Gentry, y fue eventualmente renombrada como Spandau Ballet.

## Spandau Ballet
Tras grabar el último álbum de Spandau Ballet, Heart Like a Sky, Kemp y su hermano volvieron a la actuación. Fue criticado por sus compañeros de banda, Tony Hadley, Steve Norman y John Keeble, pero recibió críticas positivas por su papel de Ronnie Kray en The Krays (1990). El éxito de la película fue una sentencia de muerte para Spandau Ballet.
En 1999, Hadley, Norman y Keeble intentaron demandar a Kemp por supuestas regalías no pagadas. Declararon que hubo un acuerdo entre él y el resto de la banda, en el cual Kemp, quien era el compositor principal de la banda, le pagaría a sus compañeros de banda parte de las regalías ganadas. Estas declaraciones fueron negadas por Kemp; Hadley, Norman y Keeble perdieron el subsecuente juicio. Aunque estuvieron apuestos a repeler la decisión del juez, decidieron no hacerlo.
Kemp hizo un intento de reformar Spandau Ballet en 2004 pero no se pudo. A principios de 2009, los periódicos se hicieron eco de que Spandau Ballet se iba a reformar más tarde ese año. Los rumores fueron confirmados por la banda en una rueda de prensa que se llevó a cabo en el HMS Belfast en Londres el 25 de marzo de 2009. En 2012, la composición de Kemp para Spandau Ballet fue reconocida con un Premio Ivor Novello por una colección extraordinaria de canciones.

## Carrera posterior
Kemp lanzó un álbum como solista titulado Little Bruises en 1995, seguido de una gira en Reino Unido e Irlanda. Ha escrito canciones con otros compositores, aunque muy poca shan sido grabadas y lanzadas. Dos de sus canciones han aparecido en el álbum debut de Jacob Young en 2001. Desde 1995, Kemp se ha centrado en la actuación, interpretando a Serge en West End con la obra Arte en 2001, papel cinematográficos en Dog Eat Dog, Poppies y American Daylight, y papeles en televisió como Murder in Mind, Murder Investigation Team y Casualty.
Kemp escribió música con Guy Pratt para la producción musical Bedbug, con la que actuaron en varios teatros y en el Shell Connections Youth Drama Festival en 2004, y ha escrito un musical, también con Pratt, titulado A Terrible Beauty, basado en la vida de W. B. Yeats y Maud Gonne.
En enero de 2008, Kemp apareció en un especial de celebridades llamada Who Wants to Be a Millionaire? junto a su hermano Martin, para reunir fondos para the Encephalitis Society. En marzo de 2008, Kemp protagonizó un cortometraje dirigido por su hermano Martin, titulado Karma Magnet. Tan solo fue lanzado en el Internet.
El 28 de marzo de 2011, Kemp le prestó apoyo a la caridad British Music Experience, manteniendo una sesión "conversación profunda" con una audiencia de ochenta personas. Durante la entrevista de noventa minutos, tocó varias canciones en acústico, incluyendo los éxitos "True" y "Gold". También respondió preguntas por parte de la audiencia, revelando que dos canciones que le hubiera gustado haber escrito son "Shipbuilding" y "Alison" de Elvis Costello.
Desde 2012, Kemp ha sido jefe del comité del 400° Aniversario de su antigua escuela, l Dame Alice Owen's.
Kemp también toca como parte de Nick Mason's Saucerful of Secrets, quienes se centran en material de Pink Floyd junto con Nick Mason, Lee Harris, Guy Pratt y Dom Beken.
El 18 de junio de 2021 lanza su segundo álbum en solitario titulado In solo con la discográfica Sony. El primer single del álbum es "Ahead of the Game".

## Vida personal
Kemp estuvo casado con la actriz Sadie Frost. Se casaron cuando ella tenía 22 años, el 7 de mayo de 1988. Su hijo, Finlay, nació en 1990. Frost y Kemp estuvieron casados por cinco años y luego se separaron, finalmente divorciándose el 19 de agosto de 1995. En 2003, Kemp se casó con la diseñadora Lauren Barber, con la que tiene tres hijos: Milo Wolf (b. 2004), Kit (b. 2009), y Rex (b. 2012).
Kemp es ateo, y apoya al Partido Laborista. Kemp también es coleccionista de toda la vida de los muebles diseñados por Edward William Godwin.

## Discografía
| Álbumes de estudio - Little Bruises (1995) - Insolo (2021) - This Destination (2025) | Álbumes con Spandau Ballet - Journeys to Glory (1981) - Diamond (1982) - True (1983) - Parade (1984) - Through the Barricades (1986) - Heart Like a Sky (1989) - Once More (2009) |

## Filmografía
- Hide and Seek (1972)
- The Krays (1990)
- El guardaespaldas (1992)
- Paper Marriage (1992)
- The Larry Sanders Show (1993)
- Killing Zoe (1994)
- Magic Hunter (1994)
- Dog Eat Dog (2001)
- American Daylight (2004)
- Poppies (2006)
- A Voice From Afar (2006)
- Lewis (2012)
- Assassin (2015)
- Molly Moon and the Incredible Book of Hypnotism (2015)

## Literatura
Kemp ha lanzado una autobiografía:
- Kemp, Gary (2009). I Know This Much: From Soho to Spandau. London: Fourth Estate. ISBN 0-00-732330-1.